# Digital Overdose
Digital Overdose est un ancien événement néerlandais de musique électronique axé early hardcore et trance psychédélique. Actif entre 1995 et 1999 avec un bref retour en 2006, l'événement était organisé par ISP, appuyé par ID&T, qui se chargeait également d'éditer les compilations et vidéos tirées du concept.

## Histoire
La première édition de Digital Overdose a lieu en 1995. Elle est organisée par ISP et ID&T, qui mêlent alors leurs concepts phares de l'époque, pour une soirée commune intitulée Thunderdome vs. Hellraiser, et se déroule à la Sporthallen Zuid à Amsterdam. Ces deux événements se retrouvent dès lors à neuf reprises entre 1995 et 1999 lors des événements Digital Overdose, toujours le fruit de la coopération entre ISP et ID&T. Après le rachat en 1998 d'ISP, le concept entre dans une période trouble ; il s'achève alors sur l'édition de Leeuwarden, Hellraiser et Thunderdome suivant dès lors des chemins séparés.
En 2006, ISP donne une nouvelle et unique édition de Digital Overdose, les quarante DJ occupant les huit halles des Sporthallen Zuid.

## Programmations
| Année | Date        | Lieu                                  | Intitulé                                                        | Hymne | Line-up | Affluence | Réf   |
| ----- | ----------- | ------------------------------------- | --------------------------------------------------------------- | ----- | --- | --------- | ----- |
| 1995  | 26 août     | Sporthallen Zuid, Amsterdam, Pays-Bas | Digital Overdose - Thunderdome vs. Hellraiser                   |       | Scène Hellraiser : Dano, Darren Jay, Digger, Ultra Violence, Ellis Dee, Neophyte, Rob, Technohead Scène Thunderdome : Prophet/Weirdo, Public Domain, Buzz Fuzz, Bass-D and King Matthew, Darkraver, Gizmo | 15 000    | ,     |
| 1996  | 11 mai      | Sporthallen Zuid, Amsterdam, Pays-Bas | Digital Overdose '96                                            |       | Scène Hellraiser : Lenny Dee, Cirillo, Hooligan, Rob, Liza 'N' Eliaz, Rubens, Flamman & Abraxas, Gizmo, Darkraver, Kwick, Party Animals (live act), Future Shock (K.N.O.R. : Ruffneck, Human Resource — live act)                                                                                                  |           |       |
| 1996  | 17 août     | Sporthallen Zuid, Amsterdam, Pays-Bas | Digital Overdose, Phase> 3.0                                    |       | Scène Hellraiser : Dano, PCP DJ Squad, Ralphie Dee, Omar Santana, Manu le Malin, Buzz Fuzz, Rob, Ruffneck, Leviathan (live), PCP (live) |           |       |
| 1996  | 31 décembre | Vechtsebanen, Utrecht, Pays-Bas       | Digital Overdose Taking You Into 1997                           |       | Scène Hellraiser : Dano, Flamman & Abraxas, Rob, Liza N'Eliaz, Arjuna, Bass-D & King Matthew, Paralizer, Leviathan and MC Reaper (live), Future Shock (live) |           |       |
| 1997  | 24 mai      | Sporthallen Zuid, Amsterdam, Pays-Bas | Digital Overdose - Phase Four                                   |       | Scène Hellraiser : Paul Elstak, Buzz Fuzz, Dano, Rob Gee, Ralphie Dee, Laurent Hô, Manu le Malin, Jim Sparxx, Leviathan (live), Neophyte (live) |           |       |
| 1997  | 16 août     | Sporthallen Zuid, Amsterdam, Pays-Bas | Digital Overdose 1997 Phase FIVE The Second Chapter             |       | Scène Hellraiser : Dano, Miss Groovy, Rob, Omar Santana, Vibes, Buzz Fuzz, The Preacher, Gizmo, The Stunned Guys, PCP (live), Rotterdam Terror Corps (live) |           |       |
| 1998  | 5 septembre | Sporthallen Zuid, Amsterdam, Pays-Bas | Digital Overdose 1998: The Journey                              |       | Scène Hellraiser : Baas, Pavo, Spiritual Child, Lady Dana, Leviathan (live) Scène Thunderdome : T-Wisted, Darkraver, Gizmo, G-Town Madness (live), The Masochist (live) |           |       |
| 1999  | 4 septembre | Sporthallen Zuid, Amsterdam, Pays-Bas | The Final Digital Overdose 2000: The Celebration of the Century |       | Scène Hellraiser : Lenny Dee, Dano, Laurent Hô, Randy, Manu le Malin, Buzz Fuzz, DJ Vince, Rob, Shadowlands Terrorists (live), Headfuck (live), Marcus B (live) |           |       |
| 1999  | 4 décembre  | FEC Expo (nl), Leeuwarden, Pays-Bas   | The Overdose 2000: The Countdown                                |       | Scène Hellraiser : Paul Elstak, The Prophet, Lady Dana, Buzz Fuzz, Neophyte, Attic & Stylzz, Dano, Neophyte & Bodylotion (live), Evil Activities (live) |           |       |
| 2006  | 18 mars     | Sporthallen Zuid, Amsterdam, Pays-Bas | Digital Overdose - Reunion                                      |       | Hall 01, hardcore : Leviathan, English Muffin (Lenny Dee et Ralphie Dee), Manu le Malin, DJ Dano, PCP aka Rave Creator Hall 02 : techno / psy trance Hall 03 : club classics Hall 04 : drum and bass Hall 05 : chill-out Hall 06, VIP 01, acid warehouse Hall 07 : VIP 02, cocktail lounge Hall 08 : theater suite |           | [ 2 ] |

## Compilations
Des événements ont été tirées des compilations. Elles ont vu passer les grands noms de la scène gabber.
| Année | Titre                 | Label | Pistes            | Durée | Artistes | Genre                                                     |
| ----- | --------------------- | ----- | ----------------- | ----- | --- | --------------------------------------------------------- |
| 1995  | Digital Overdose - 95 | ID&T  | CD1 : 9 CD2 : 15  |       | Goa : Der Dritte Raum (de), Koxbox (en), Ascensdence, Nebula II, Ramin Naghachian, etc. Hardcore : DJ Rob, DJ Delirium, DJ Weirdo, DJ Gizmo, DJ Dano, Commotion, Bass-D and King Matthew, Baba Nation, etc.    | CD1 : trance psychédélique ; CD2 : early hardcore, gabber |
| 1996  | Digital Overdose 1996 | ID&T  | CD1 : 18 CD2 : 12 |       | Hardcore : Future Shock, General Noise, DJ Promo, DJ Waxweazle, Fearless, DJ Sim, Re-Charge, E-Rick and Tactic, Miss Groovy, etc. Trance : Immobilon, Karamatix 767, NIP Collective (de), Digitalis (en), etc. | CD1 : early hardcore, gabber ; CD2 : trance               |

### Vidéographie
- [vidéo] (nl) Digital Overdose reportage, de AT5, 1998 [Overdose 1998 AT5 Reportage présentation en ligne] : le journaliste Ton van Royen donne la parole aux danseurs ainsi qu'aux religieux qui les attendent à l'extérieur de la salle, afin de les détourner de cette musique, « œuvre de Satan » ; à noter qu'en 2000, Noisekick a samplé des extraits de ce reportage pour quelques-uns de ses morceaux.
- (nl) [vidéo] « Vidéo tournée lors de l'événement « Digital overdose '96 » », sur YouTube